# Panphalea
Panphalea Lag., 1811 è un genere di piante angiosperme dicotiledoni della famiglia delle Asteraceae.

## Descrizione
Le specie di questo gruppo hanno un habitus snello-erbaceo annuale o perenne e rizomatoso. Sono prive di lattice.
Le foglie lungo il caule sono disposte in modo alternato e per lo più formano una rosetta basale. Le foglie sono intere con lamina fogliare a forma da lineare-lanceolata a orbicolare; i bordi sono grossolanamente lobati o lirato-pennatifidi.
Le infiorescenze sono composte da capolini terminali raccolti in lasse formazioni corimbose. I capolini appaiono radiati e sono omogami e sono formati da un involucro a forma da campanulata a emisferica composto da brattee (o squame) all'interno delle quali un ricettacolo fa da base ai fiori. Le brattee, simili a foglie e subeguali, disposte su 1 - 2 serie in modo embricato sono di vario tipo e consistenza. Il ricettacolo, glabro, a forma piatta è nudo (senza pagliette); talvolta è fimbriato.
I fiori sono tetraciclici (a cinque verticilli: calice – corolla – androceo – gineceo) e in genere pentameri (ogni verticillo ha 5 elementi). I fiori sono ermafroditi e fertili.
- Formula fiorale:

*/x K {\displaystyle \infty }, [C (5), A (5)], G 2 (infero), achenio
- Calice: i sepali del calice sono ridotti ad una coroncina di squame.
- Corolla: le corolle sono bilabiate: il labbro esterno è espanso ed ha tre denti; quello interno è abbastanza grande ed ha la forma di un lobo lineare arrotolato. Le corolle sono colorate di bianco.
- Androceo: l'androceo è formato da 5 stami con filamenti liberi e antere saldate in un manicotto circondante lo stilo.[9] Le antere in genere hanno una forma sagittata con appendici apicali acute. Le teche sono calcarate (provviste di speroni) e provviste di code. Il polline normalmente è tricolporato a forma sferica (può essere microechinato).
- Gineceo: il gineceo ha un ovario uniloculare infero formato da due carpelli.[9]. Lo stilo è unico e con due stigmi e un distinto nodo basale glabro. Gli apici degli stigmi sono troncati e sono ricoperti da piccole papille o in qualche caso da peli penicillati. L'ovulo è unico e anatropo.

I frutti sono degli acheni (spesso inclusi nell'involucro) con pappo. La forma degli acheni è fusiforme o cilindrica (raramente è compressa); le pareti sono ricoperte da coste (raramente sono presenti dei rostri) e sono glabre (o eventualmente setolose). Il carpoforo (o carpopodium) è uno stretto anello o corto cilindro oppure è assente. Il pappo è assente.

## Biologia
- Impollinazione: l'impollinazione avviene tramite insetti (impollinazione entomogama tramite farfalle diurne e notturne).
- Riproduzione: la fecondazione avviene fondamentalmente tramite l'impollinazione dei fiori (vedi sopra).
- Dispersione: i semi (gli acheni) cadendo a terra sono successivamente dispersi soprattutto da insetti tipo formiche (disseminazione mirmecoria). In questo tipo di piante avviene anche un altro tipo di dispersione: zoocoria. Infatti gli uncini delle brattee dell'involucro si agganciano ai peli degli animali di passaggio disperdendo così anche su lunghe distanze i semi della pianta.

## Distribuzione e habitat
Le specie di questo gruppo sono distribuite in Sudamerica (Argentina, Brasile, Paraguay e Uruguay).

## Tassonomia
La famiglia di appartenenza di questa voce (Asteraceae o Compositae, nomen conservandum) probabilmente originaria del Sud America, è la più numerosa del mondo vegetale, comprende oltre 23.000 specie distribuite su 1.535 generi, oppure 22.750 specie e 1.530 generi secondo altre fonti (una delle checklist più aggiornata elenca fino a 1.679 generi). La famiglia attualmente (2021) è divisa in 16 sottofamiglie.

### Filogenesi
La sottofamiglia Mutisioideae, nell'ambito delle Asteraceae occupa una posizione "basale" (si è evoluta precocemente rispetto al resto della famiglia) ed è molto vicina alla sottofamiglia Stifftioideae. La tribù Nassauvieae con la tribù Mutisieae formano due "gruppi fratelli" ed entrambe rappresentano il "core" della sottofamiglia.
Il genere Panphalea descritto da questa voce appartiene alla tribù Nassauvieae.
I caratteri distintivi per le specie di questo genere sono:
- il portamento è erbaceo-scapiforme annuale o perenne;
- le corolle sono bilabiate;
- i bracci dello stilo sono incoronati da papille;
- il pappo è assente.

Il numero cromosomico delle specie di questo genere è: 2n = 16.

### Elenco specie
Questo genere comprende le seguenti 10 specie:
- Panphalea araucariophila Cabrera
- Panphalea bupleurifolia  Less.
- Panphalea cardaminifolia  Less.
- Panphalea commersonii  Cass.
- Panphalea heterophylla  Less.
- Panphalea maxima  Less.
- Panphalea missionum  Cabrera
- Panphalea ramboi  Cabrera
- Panphalea smithii  Cabrera
- Panphalea tenuissima  C.Trujillo, Bonif. & E.Pasini

### Sinonimi
Sono elencati alcuni sinonimi per questa entità:
- Pamphalea DC.